# Памятник героям Варшавы
Памятник Героям Варшавы — монумент, установленный в г. Варшава, столице Польши в Средместье, на ул. Новый Проезд рядом с туннелем трассы W-Z.

## История
В июле 1956 власти Варшавы приняли решение соорудить памятник героям польской столицы — борцам с немецкими оккупантами во время второй мировой войны 1939—1945 гг. Был объявлен конкурс на лучший проект монумента, вызвавший дискуссии и споры у общественности и специалистов. Впоследствии проводилось несколько таких конкурсов.
Победителем конкурса стал памятник, автором которого являлся скульптор Марьян Конечный.
Памятник был отлит Гливицким заводом технического оборудования, установлен 20 июля 1964 года и торжественно открыт 22 июля 1964 в центре Варшавы, на Театральной площади перед Большим театром.
В ноябре 1995 года памятник был снят с постамента и перемещëн. В декабре 1997 статуя Ники была установлена на новом постаменте в сквере у трассы W-Z на склоне. Новое размещение позволяет хорошо видеть памятник издалека.

## Описание
Памятник представляет из себя символ города — Варшавскую сирену — Нику, устремлëнную в бой с мечом в правой и поднятой в призыве левой руке. Моделью для памятника стала Ганя Тарчинская.
Памятник состоит из 56 частей и весит 10 тонн. Статуя выполнена из патированной бронзы установлена на железобетонном постаменте и вместе с цоколем имеет высоту 14 м. На постаменте надпись на польском языке: «Героям Варшавы. 1939—1945»